# علي كمال
الدكتور علي كمال هو طبيب وعالم نفس فلسطيني الأصل عاش وعمل في العراق استاذاً ورئيساً لقسم الصحة النفسية في جامعة بغداد وطبيباً ذائع الشهرة في عيادته في شارع الرشيد ببغداد، يندر أن لم يسمع به أحد في العراق.
أغنى المكتبة العربية بمؤلفات في مجال تخصصه، منها:
1. النفس، انفعالالتها وأمراضها وعلاجها
2. النفس والجنس
3. أبواب العقل الموصدة - باب النوم والأحلام
4. فصام العقل (الشيزوفرينيا)
5. العلاج النفسي قديماً وحديثاً

إضافة إلى عدة أبحاث منشورة في نشرات متخصصة أومجلات ثقافية، أهمها:
1. المتنبي والنفس (تحليل لشخصية المتنبي من خلال شعره)
2. مساهمة الحضارة الإسلامية في الطب النفسي - بالاشتراك مع د. وليد سرحان

توفيت زوجته ورفيقة حياته فتاثر كثيراً ولحق بها بعد فترة قصيرة مخلفاً إرثاً علمياً وثقافياً كبيراً وذكراً طيباً في نفوس من يعرفه